# Michel Stollenwerck
 Michel Stollenwerck (aussi transcrit Stollenwerk) était un horloger d’origine allemande du XVIIIe siècle vivant à Paris. 
Les origines de Stollenwerck sont pu connues. Autour de 1730, il s’installe à Paris  et devient maitre horloger en 1746. Il se construit rapidement une réputation d’excellence avec la production de pendule et d'autres mécanismes complexes recapitulant le mouvement des planètes, des carillons musicaux et des planisphères. Il fournit la noblesse française et ainsi que plusieurs cours européennes.